# Cristina Elena Dobre
Cristina Elena Dobre (n. 1 noiembrie 1972, Iași, România) este un politician român, membru al Partidului Democrat Liberal. În anul 2008 a fost aleasă deputat în circumscripția electorală nr. 24 Iași, colegiul uninominal nr. 11 C.U.G. pe listele Partidului Național Liberal.

## Activitate politică
- Membră până în octombrie 2009 a Partidului Național Liberal
- Deputat independent din octombrie 2009 până în ianuarie 2010
- Membră a Partidului Democrat Liberal din ianuarie 2010